# Plaça Roca Sastre (Granyena de Segarra)
La Plaça Roca Sastre és una plaça pública de Granyena de Segarra (Segarra) inclosa a l'Inventari del Patrimoni Arquitectònic de Catalunya.

## Descripció
És una plaça integrada dins del nucli urbà, de planta quadrada encaixada, en tres costats, per estructures de cases. S'accedeix a la plaça, mitjançant un portal d'arc de mig punt adovellat i tancat per una porta una doble fulla de ferro, ornamentada amb motius vegetals (fulles de parra). Un petit corredor, descobert, ens situa dins d'aquesta plaça. Plaça que ha estat reformada l'any "1999" i inaugurada al setembre del mateix any i dedicada al "Sr. Ramon M. Roca Sastre. Jurista Universal i fill adoptiu d'aquesta vila", tal com ens diu una placa commemorativa situada al costal esquerre del corredor d'entrada. Alguns elements decoratius i estructures constructives que són present aquesta plaça han sofert un canvi d'emplaçament respecte al seu lloc originari, d'altres s'han reconstruït a partir de les restes trobades i d'altres s'han fet de nova construcció. Al costat esquerre de plaça, està en contacte amb la part de darrere de l'ajuntament de Granyena de Segarra, on trobem un accés al seu interior.

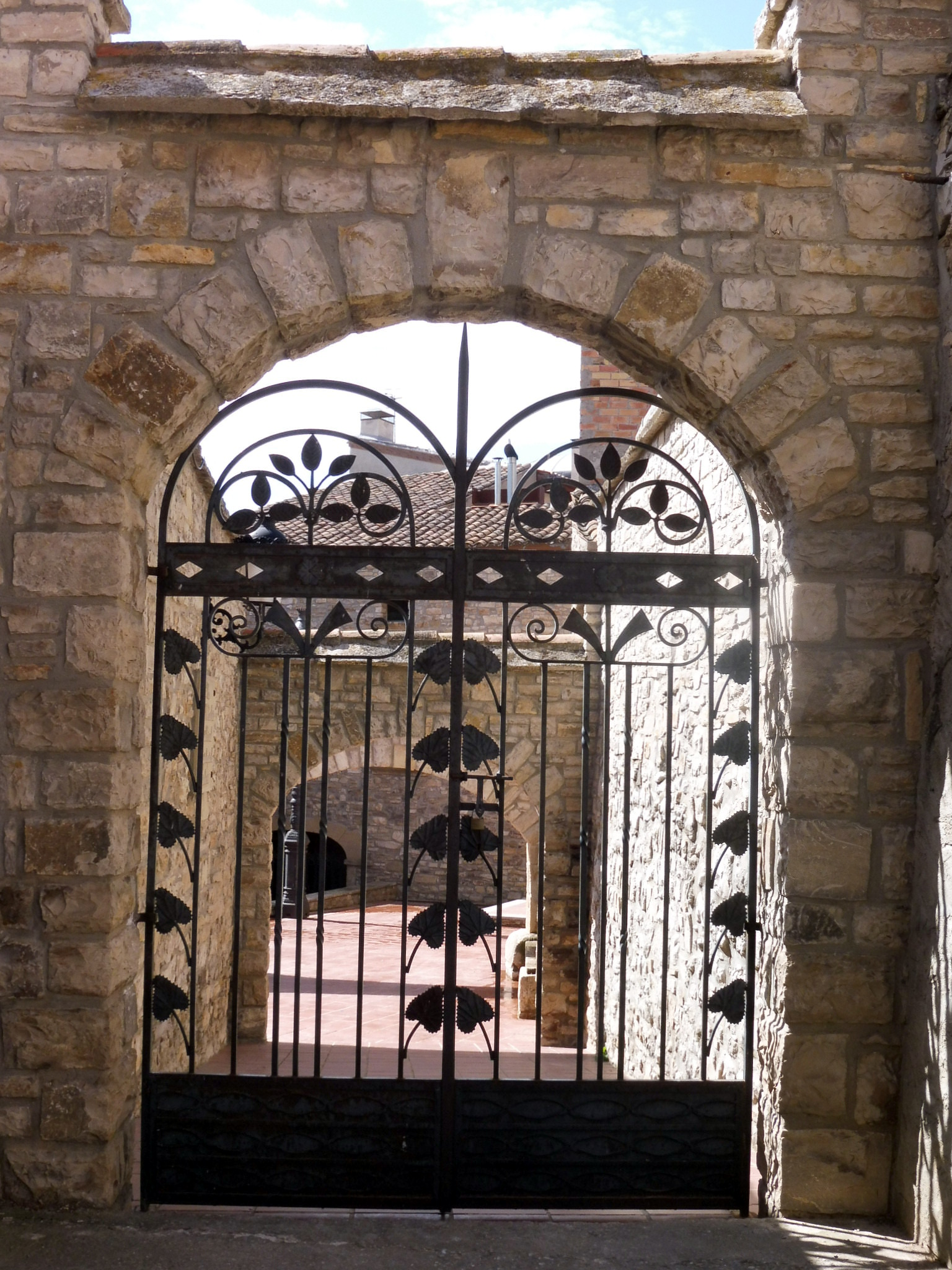
Porta d'accés al recinte

Una estructura arquitectònica en forma d'aqüeducte d'un sol pis, travessa la plaça longitudinalment a partir de tres arcades, dues d'elles d'arc de mig punt i la tercera d'arc apuntat. Aquesta última es connecta amb el mur esquerre que dona a la part de darrere de les dependències de l'ajuntament. Longitudinalment aquesta última paret s'adossa un espai porticat amb una decoració arquitectònica, a partir de petits pilars que sustenten uns arcs de mig punt, sobre la base d'un mur que arrenca del paviment de la plaça. La paret de frontal que tanca la plaça, està integrada dins d'altres dependències de l'ajuntament. Aquesta façana se'ns presenta a partir de planta baixa, porta d'accés a l'interior amb arc rebaixat; primer pis, amb tres finestres, i golfes que presenta dues petites obertures. A la paret dreta de la plaça hi ha una cisterna adossada a la seva paret, així com, un banc corregut.
Tot el material constructiu de la plaça és obrat a partir de paredat amb pedra irregular rejuntat amb morter, carreus de pedra i pavimentat amb rajola de terra cuita.